# Valparaíso (Antioquia)

Bandeira de Valparaíso.

Localização de Valparaíso, no departamento de Antioquia.

Valparaíso é uma cidade e município da Colômbia, no departamento de Antioquia. Apresenta uma superfície de 130 quilômetros quadrados e sua população, segundo o censo de 2002, é formada por 8.033 habitantes.